# Torre Orsaia
Torre Orsaia is een gemeente in de Italiaanse provincie Salerno (regio Campanië) en telt 2352 inwoners (31-12-2004). De oppervlakte bedraagt 23,7 km², de bevolkingsdichtheid is 104 inwoners per km².

## Demografie
Torre Orsaia telt ongeveer 877 huishoudens. Het aantal inwoners daalde in de periode 1991-2001 met 12,0% volgens cijfers uit de tienjaarlijkse volkstellingen van ISTAT.
| Jaar | Inwoneraantal |
| ---- | ------------- |
| 1991 | 2718          |
| 2001 | 2392          |

## Geografie
De gemeente ligt op ongeveer 295 m boven zeeniveau.
De volgende frazioni maken deel uit van de gemeente: Borgo Cerreto, Castel Ruggero.
Torre Orsaia grenst aan de volgende gemeenten: Caselle in Pittari, Morigerati, Roccagloriosa, Rofrano, San Giovanni a Piro, Santa Marina.